# Canal de Heerenveen
Le Canal de Heerenveen (en frison, nom officiel, Hearrenfeanster Kanaal ; en néerlandais, Nieuwe Heerenveense Kanaal) est un canal néerlandais de la Frise.

## Géographie
Le canal a été creusé dans les années 1970 à l'ouest de Heerenveen. Il double le canal plus ancien de Hearresleat, qui traverse l'agglomération de Heerenveen. Le canal suit la ligne de chemin de fer Heerenveen - Leeuwarden à l'ouest, et passe au village de Vegelinsoord avant de rejoindre le cours d'eau It Deel. Lors de la construction, une partie du village de Vegelinsoord a été sacrifié pour sa construction.
Au sud de Heerenveen, le canal rejoint l'Engelenfeart.

## Source
- (nl) Cet article est partiellement ou en totalité issu de l’article de Wikipédia en néerlandais intitulé « Nieuwe Heerenveense Kanaal » (voir la liste des auteurs).